# Cahal Brendan Daly
Cahal Brendan Daly (1. října 1917 Loughguile – 31. prosince 2009 Belfast) byl irský římskokatolický kněz, arcibiskup v Armagh a primas Irska, kardinál.

## Životopis
Kněžské svěcení přijal 22. června 1941, přednášel na řadě irských vzdělávacích institucí. V letech 1962 až 1965 byl poradcem irských biskupů na Druhém vatikánském koncilu. Třicet let působil v akademickém prostředí. Biskupem se stal roku 1967 – jmenován byl 26. května, vysvěcen 16. července téhož roku. Přičinil se významně o ekumenický dialog v Irsku a také o smír v severním Irsku. V srpnu 1982 byl jmenován biskupem v Down and Conner a roku 1990 arcibiskupem v Armagh a zároveň primasem Irska. Kardinálem jej jmenoval při konzistoři v roce 1991 papež Jan Pavel II. Po dovršení kanonického věku rezignoval na řízení arcidiecéze v říjnu 1996, jeho nástupcem se stal Seán Brady.